# Breehees
Breehees is een buurtschap  in de gemeente Goirle, in de Nederlandse provincie Noord-Brabant. Tot aan de gemeentelijke herindeling van 1997 viel Breehees onder de gemeente Hilvarenbeek.

## Ligging
De buurtschap ligt aan de oude weg van Gorp naar Goirle, aan de noordkant van het landgoed Gorp en Roovert, en aan de oostkant van de Provinciale weg 630, de Turnhoutse baan.
De oude weg door Gorp en Roovert is afgesloten voor gemotoriseerd verkeer, waardoor Breehees gemotoriseerd alleen bereikbaar is via voornoemde N630.

## Toponymie
Hees komt in Nederlandse plaatsnamen veelvuldig voor, en heeft de betekenis van struikgewas, kreupelhout.

## Statistische gegevens
Volgens de kadastrale kaart uit 2020 bestaat de buurtschap uit de straten Breehees en Eerste Schoor, met gezamenlijk 34 huizen.
Dorpen: Goirle · Riel 

Buurtschappen: Abcoven · Bakertand · Boschkens · Brakel · Breehees · Looienhoek · Nieuwkerk · Spaansehoek · Vijfhuizen · Zandeind

Noord-Brabant: Steden en dorpen      Nederland: Provincies · Gemeenten